# Dunaliella
Dunaliella é um gênero de alga comum em lagos salgados.

## Espécies
- D. acidophila
(Kalina) Massyuk
- D. bardawil
Ben-Amotz & Avron
- D. bioculata
Butcher
- D. lateralis
Pascher & Jahoda
- D. maritima
Massyuk
- D. minuta
Lerche
- D. parva
Lerche
- D. peircei
Nicolai & Bass-Becking
- D. polymorpha
Butcher
- D. primolecta
Butcher
- D. pseudosalina
Massyuk & Radchenko
- D. quartolecta
Butcher
- D. salina
(Dunal) Teodor.
- D. sp. 006
- D. sp. 336
- D. sp. BSF1
- D. sp. BSF2
- D. sp. BSF3
- D. sp. CCMP 1641
- D. sp. CCMP 1923
- D. sp. CCMP 220
- D. sp. CCMP 367
- D. sp. FL1
- D. sp. hd10
- D. sp. SAG19.6
- D. sp. SPMO 109-1
- D. sp. SPMO 112-1
- D. sp. SPMO 112-2
- D. sp. SPMO 112-3
- D. sp. SPMO 112-4
- D. sp. SPMO 128-2
- D. sp. SPMO 200-2
- D. sp. SPMO 200-3
- D. sp. SPMO 200-8
- D. sp. SPMO 201-2
- D. sp. SPMO 201-3
- D. sp. SPMO 201-4
- D. sp. SPMO 201-5
- D. sp. SPMO 201-6
- D. sp. SPMO 201-8
- D. sp. SPMO 202-4
- D. sp. SPMO 207-3
- D. sp. SPMO 210-3
- D. sp. SPMO 211-2
- D. sp. SPMO 300-4
- D. sp. SPMO 300-5
- D. sp. SPMO 600-1
- D. sp. SPMO 601-1
- D. sp. SPMO 980625-1E
- D. sp. SPMO 980625-IE
- D. sp. SPMO BP3
- D. tertiolecta
Butcher
- D. viridis
Teodor.